# Begleitfund

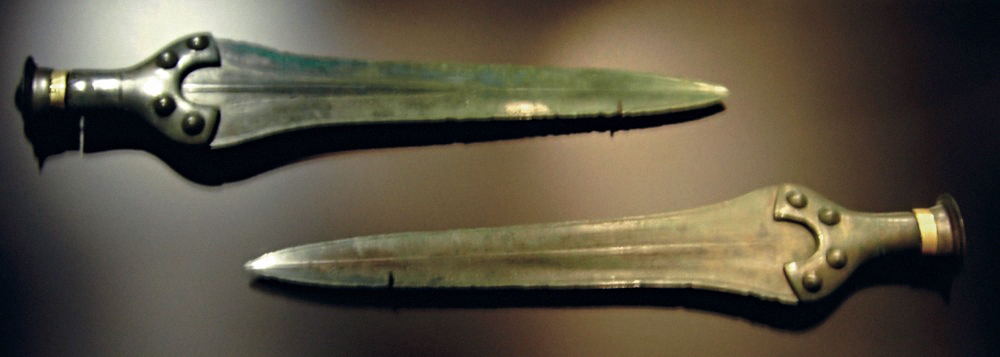
Die beiden Bronzeschwerter, die mit der Himmelsscheibe von Nebra gefunden wurden.

Als Begleitfunde oder Beifunde bezeichnen Archäologen und Paläoanthropologen jene Artefakte oder Fossilien, die im Zusammenhang mit wichtigen Funden gemacht werden und häufig erst deren genaue Datierung ermöglichen, ohne dass ihre Bedeutung derjenigen des Hauptfundes nahekommt. Die Einteilung in „Hauptfund“ und „Begleitfund“ ist somit weitgehend subjektiv.
Das Mindestalter der Himmelsscheibe von Nebra konnte beispielsweise erst anhand von Begleitfunden eingegrenzt werden: anhand der Schwerter, die zusammen mit der Scheibe in einem Hort versenkt worden waren.
Besonders relevante Begleitfunde sind bei vorgeschichtlichen Ausgrabungen die so genannten Leitfossilien. Auch können Habitat und Lebensweise beispielsweise von frühen Vertretern der Hominini – wie zum Beispiel Ardipithecus ramidus oder Sahelanthropus – nicht allein aus Knochenfunden abgeleitet werden, sondern erst aus den Begleitfunden anderer fossiler Tier- und Pflanzenarten.
Als Begleitfund werden auch beiläufig erlangte Informationen im Rahmen polizeilicher Ermittlungen bezeichnet. In der Medizin werden beiläufig entdeckte medizinisch relevante Tatsachen hingegen als Nebenbefund bezeichnet.

## Belege
1. ↑  Schnabelkanne und Begleitfund. Beispiel für die Kategorisierung eines archäologischen Fundes aus Iffezheim. (Memento vom 4. März 2016 im Internet Archive). Auszug aus der Datenbank prometheus.uni-koeln.de.
 Die Begleitfunde. Auszug aus einer Schweizer archäologischen Studie.
2. ↑  Die Himmelsscheibe von Nebra: Die Begleitfunde. Video im Auftrag des Landesamts für Denkmalpflege und Archäologie Sachsen-Anhalt.
3. ↑   Nicola Lindner: Der Begleitfund. Zu den Grenzen strafverfahrensrechtlicher Informationsverwertung beiläufig erlangter Informationen im Rahmen präventiv-polizeilicher Tätigkeit. Duncker & Humblot, 1998, ISBN 978-3-428-09586-5